# Three Sides Live
Albums de Genesis
Abacab
(1981) Genesis
(1983)
Three Sides Live est le troisième album live du groupe rock britannique Genesis. Il sort en France en juin 1982 sur le label Vertigo Records et est produit par le groupe.

## Historique
Les titres de cet album sont enregistrés pendant la tournée de promotion de l'album Abacab donnée par le groupe en Europe et en Amérique du Nord pendant l'automne 1981.
Le premier concert de la tournée a lieu le 25 septembre 1981 à Barcelone et le dernier se déroule au National Exhibition Center de Birmingham. C'est lors de cette tournée qu'est utilisé pour la première fois le système de projecteurs automatisé Vari-Lite, qui rencontrera par la suite un grand succès.
Au moins deux éditions différentes existent : si les trois premières faces (on est alors encore à l'âge du vinyle, et il s'agit d'un album double) présentent les dix mêmes chansons en concert (d'où le titre Three Sides Live : « trois faces en concert »), la quatrième face (hors édition britannique) présente des titres studio Paperlate, You Might Recall, Me and Virgil, Evidence of Autumn et Open Door, alors que l'édition britannique, parue sur Charisma Records, regroupe trois autres titres enregistrés en public, soit One for the Vine en 1980, Fountain of Salmacis en 1978 et le medley It / Watcher of the Skies enregistré en 1976 avec Steve Hackett à la guitare et Bill Bruford à la batterie.
Au Royaume-Uni, Paperlate, You Might Recall et Me and Virgil sont parus sur le EP 3×3, Evidence of Autumn est la face B du single Misunderstanding et Open Door, celle du single Duchess (tous deux extraits de l'album Duke).
À la sortie de la Definitive Edition Remaster de cet album en CD à la fin des années 1990, toutes les éditions incorporent les enregistrements en public, et l'on peut désormais trouver les enregistrements studio dans le coffret Archive #2 — 1976-1992.

## Titres
Toutes les chansons sont signées par Phil Collins, Tony Banks et Mike Rutherford, sauf mentions contraires.

### Face 1
| No | Titre            | Durée |
| -- | ---------------- | ----- |
| 1. | Turn It On Again | 5:16  |
| 2. | Dodo             | 7:19  |
| 3. | Abacab           | 8:47  |

### Face 2
| No | Titre                 | Auteur | Durée |
| -- | --------------------- | ------ | ----- |
| 1. | Behind the Lines      |        | 5:26  |
| 2. | Duchess               |        | 6:43  |
| 3. | Me & Sarah Jane       | Banks  | 5:59  |
| 4. | Follow You, Follow Me |        | 4:58  |

### Face 3
| No | Titre                                                                          | Auteur                                                   | Durée |
| -- | ------------------------------------------------------------------------------ | -------------------------------------------------------- | ----- |
| 1. | Misunderstanding                                                               | Collins                                                  | 4:06  |
| 2. | Medley (In the Cage/The Cinema Show/Riding The Scree/The Colony of Slippermen) | Banks, Collins, Peter Gabriel, Steve Hackett, Rutherford | 11:53 |
| 3. | Afterglow                                                                      | Banks                                                    | 5:14  |

### Face 4

#### Edition hors Royaume-Uni
Enregistrements studio, extraits des sessions de Duke (1980) et Abacab (1981)
| No | Titre              | Auteur     | Durée |
| -- | ------------------ | ---------- | ----- |
| 1. | Paperlate          |            | 4:05  |
| 2. | You Might Recall   |            | 5:27  |
| 3. | Me and Virgil      |            | 6:17  |
| 4. | Evidence of Autumn | Banks      | 4:57  |
| 5. | Open Door          | Rutherford | 4:04  |

#### Edition britannique
Trois titres enregistrés en public
| No | Titre                    | Auteur                                       | Durée |
| -- | ------------------------ | -------------------------------------------- | ----- |
| 1. | One for the Vine         | Banks                                        | 11:04 |
| 2. | The Fountain of Salmacis | Banks, Collins, Gabriel, Hackett, Rutherford | 8:37  |
| 3. | It/Watcher of the Skies  | Banks, Collins, Gabriel, Hackett, Rutherford | 7:22  |

## Musiciens
- Phil Collins : chant, batterie, percussions
- Tony Banks : claviers, chœurs
- Mike Rutherford : guitares, basse, pédalier basse, chœurs
- Steve Hackett : guitare sur It/Watcher of the Skies

### Musiciens additionnels
- Daryl Stuermer : guitares, basse, chœurs (titres en concert uniquement, sauf sur It/Watcher of the Skies)
- Chester Thompson : batterie, percussions (titres en concert uniquement, sauf sur It/Watcher of the Skies)
- Bill Bruford : batterie, percussions sur It/Watcher of the Skies

- Phenix Horns sur Paperlate
  - Don Myrick : saxophone
  - Louis Satterfield : trombone
  - Rahmlee Michael Davis : trompette
  - Michael Harris : trompette

## Charts et certifications
| Pays        | Durée du classement | Meilleur classement |
| ----------- | ------------------- | ------------------- |
| Allemagne   | 15 semaines         | 22e                 |
| Canada      | 22 semaines         | 8e                  |
| États-Unis  | 25 semaines         | 10e                 |
| Italie      | —                   | 12e                 |
| Norvège     | 8 semaines          | 14e                 |
| Pays-Bas    | 7 semaines          | 6e                  |
| Royaume-Uni | 19 semaines         | 2e                  |
| Suède       | 1 semaine           | 49e                 |
| Suisse      | 1 semaine           | 20e                 |

| Pays        | Certification | Ventes    | Date       |
| ----------- | ------------- | --------- | ---------- |
| États-Unis  | Or            | 500 000 + | 04/10/1982 |
| Royaume-Uni | Or            | 100 000 + | 14/06/1982 |